# Presidente das Fiji
O presidente da República das Fiji é o chefe de Estado das Fiji. O Presidente é nomeado pelo Parlamento de Fiji para um mandato de três anos nos termos da Constituição de Fiji de 2013. Embora não seja um cargo figurativo, o papel do presidente no governo é principalmente cerimonial, mas existem importantes poderes de reserva que podem ser exercidos em caso de crise. Além disso, o Presidente é o Comandante-em-Chefe das Forças Militares. O atual presidente das Fiji é Naiqama Lalabalavu, no cargo desde 2024.

## História do cargo
O cargo de presidente foi estabelecido após dois golpes militares em 1987 que levaram à proclamação de uma república em 7 de outubro, abolindo a monarquia nas Fiji. O major-general Sitiveni Rabuka, que havia planejado os golpes, formou um governo militar interino com ele mesmo. No entanto, ele não assumiu o cargo de presidente e, em 5 de dezembro, nomeou Penaia Ganilau, o último governador-geral, como primeiro presidente da República.
Um golpe de Estado instigado por George Speight levou a uma nova revolta constitucional em 2000. O presidente Kamisese Mara renunciou em 29 de maio em vez de revogar a Constituição, como os militares, apoiados pelo Supremo Tribunal, pediram. (Seja ou não a sua renúncia forçada, foi objeto de uma investigação policial que continuou até o momento do golpe de Estado de 2006). O comodoro Frank Bainimarama assumiu o poder como chefe do governo militar interino (como tinha Rabuka em 1987), até que Josefa Iloilo foi nomeado presidente em 13 de julho.
Em 5 de dezembro de 2006, as forças militares novamente derrubaram o governo. Bainimarama declarou-se presidente interino; ele inicialmente disse que ele havia assumido o cargo em uma capacidade provisória e, em breve, pediria ao Grande Conselho dos Chefes para empossar Iloilo, mas em 17 de dezembro, ele insistiu que ele era agora o Presidente e que o Grande Conselho deveria reconhecê-lo como tal. Iloilo foi reempossado como presidente em 4 de janeiro de 2007.
Em janeiro de 2008, Bainimarama afirmou que os militares eram "a autoridade executiva na nomeação do presidente", na sequência da suspensão do Grande Conselho dos Chefes. O presidente seria um nomeado militar, até que um GCC reformado fosse instalado.
Poucos dias depois, o Reverendo Akuila Yabaki, diretor do Fórum Constitucional dos Cidadãos, sugeriu que o cargo de Presidente deveria, no futuro, ser aberto a pessoas de qualquer etnia, em vez de reservado para os Fiji. Essa sugestão foi controversa e foi particularmente contrariada pelo primeiro ministro decida Laisenia Qarase. Um chefe da Rewa, Ro Filipe Tuisawau, também se opôs à ideia e declarou sua visão sobre a função da presidência:
"O cargo de presidente simboliza a unidade das duas estruturas tradicionais de liderança que existiam antes da criação do governo parlamentar e do atual sistema parlamentar de Westminster. É aqui que o sistema ocidental atende ao nosso sistema vanua tradicional e reconhecemos a liderança indígena que evoluiu e atendidas por todas as raças em nossa sociedade multicultural. Ao nomear o presidente, a nação está reconhecendo o papel que nossos chefes desempenharam na sociedade e acho que o povo das Fiji apreciaria que o status quo permaneça".
Em 28 de julho de 2009, Iloilo anunciou que deixaria o cargo em 30 de julho. O general de brigada Ratu Epeli Nailatikau o sucedeu como presidente interino. Em 5 de novembro de 2009, Nailatikau fez o juramento como presidente.
Em março de 2012, o governo de Bainimarama extinguiu o Grande Conselho de Chefes por decreto. Bainimarama confirmou que isso significava que seria necessário um novo método para nomear o presidente; Isto, segundo ele, seria feito por uma nova Constituição, a ser adotada em 2013, após consulta ao povo.
Em 12 de outubro de 2015, o Parlamento elegeu o major-general George Konrote como Presidente. Ele jurou em 12 de novembro de 2015.
Em 22 de outubro de 2021, o Parlamento elegeu Wiliame Katonivere como Presidente. Ele foi empossado em 12 de novembro de 2021.